# Timbaland Presents Shock Value
Timbaland Presents Shock Value (sau simplu Shock Value) este al doilea album solo de studio, si al cincelea, al lui Timbaland. Este al doilea album al sau fara Magoo (cu care are o colaborare pentru unda din melodi); este primul album lansat de propria sa casa de discuri, Mosley Music Group, care face parte din Interscope Records. Pe acest labum apar foarte multi invitati, printre care se numara si: Justin Timberlake, The Hives, Fall Out Boy, Keri Hilson, Nelly Furtado, Missy Elliott, 50 Cent, Dr. Dre, One Republic, Elton John, Nicole Scherzinger. Albumul este urmat de Timbaland Presents Shock Value II ce a fost lansat în 2009.

## 
"Release", una din melodiile de pe album, a fost promovată prin jocul Madden NFL 08.
Pe 16 aprilie o versiune nefinalizată a "Laugh at 'Em" / "Laff at 'Em" (featuring Jay-z & Justin Timberlake), cunoscuta si ca "Give It To Me" Remix, a scăpat pe Internet; melodia nu a mai fost inclusa pe album deoarece nu a fost terminata la timp. "I See U" (featuring D.O.E. & Attitude) a scăpat pe Internet.
O versiune instrumentală a albumului a fost lansata pe 07 decembrie 2007.

## Vânzări și topuri
Albumul a debutat pe locul 5 in Billboard 200, cu 138.000 de exemplare vândute.
Până pe 10 aprilie 2008 albumul vânduse 1.125.327 de exemplare în Statele Unite.

## Lista melodiilor
1. "Oh Timbaland" (Timbaland, Attitude, Nina Simone) - 3:30
2. "Give It to Me" (featuring Nelly Furtado & Justin Timberlake ) (Timbaland, co-producător Danja) - 3:54
3. "Release" (featuring Justin Timberlake) (Timbaland) - 3:25
4. "The Way I Are" (featuring Keri Hilson & D.O.E.) (Timbaland, co-producător Danja) - 2:59
5. "Bounce" (featuring Dr. Dre, Missy Elliott & Justin Timberlake) (Timbaland) - 4:04
6. "Come and Get Me" (featuring 50 Cent, Tony Yayo, Jim Beanz & Mira Craig) (Timbaland, co-producător Danja) - 3:45
7. "Kill Yourself" (featuring Sebastian & Attitude) (Timbaland) - 4:06
8. "Boardmeeting" (featuring Magoo) (Timbaland, co-producător Danja) - 2:29
9. "Fantasy" (sunete de fundal Money) - 4:11
10. "Scream" (featuring Keri Hilson & Nicole Scherzinger) (Timbaland, co-producător Danja) - 5:41
11. "Miscommunication" (featuring Keri Hilson & Sebastian) (Danja) - 3:19
12. "Bombay" (featuring Amar & Jim Beanz) (Timbaland) - 3:00
13. "Throw It on Me" (featuring The Hives) (Timbaland) - 2:10
14. "Time" (featuring She Wants Revenge) (Timbaland) - 3:58
15. "One and Only" (featuring Fall Out Boy) (Timbaland, co-producător Hannon Lane) - 4:16
16. "Apologize" (Remix) (featuring OneRepublic) (Greg Wells si Ryan Tedder, co-producător Timbaland) - 3:04
17. "2 Man Show" (featuring Elton John) - 4:25

Deluxe:
O versiune "Deluxe" a alnumului, incluzand melodiile de mai jos, a fost lansata.
1. "Give It To Me" (Remix) (featuring Jay-Z and Justin Timberlake) - 3:20
2. "The Way I Are" (Timbaland vs. Nephew Remix) - 3:49
3. "The Way I Are" (One Republic Remix) - 3:33
4. "The Way I Are" (Jatin's Desi Remix) - 3:30
5. "Come Around" (featuring M.I.A.) - 3:57
6. "Give It to Me" (Music video) - 3:59
7. "The Way I Are" (videoclip) - 3:33
8. "Throw It on Me" (Videoclip) - 2:47